# Horace Jenkins
Horace „June“ Jenkins (* 14. Oktober 1974 in Elizabeth, New Jersey) ist ein ehemaliger US-amerikanischer Basketballspieler.

## Werdegang
Jenkins spielte Basketball an der Elizabeth High School im US-Bundesstaat New Jersey. In seinem Abschlussspieljahr gehörte er der Schulmannschaft wegen unzureichender schulischer Leistung nicht an. Anschließend spielte er in der Saison 1993/94 am Union County College. Nach der Geburt seines Sohnes verließ er die Hochschule und war hernach beruflich unter anderem für die Müllabfuhr der Stadt Elizabeth und bei einem Elektriker tätig. Basketball spielte er in dieser Zeit gelegentlich, unter anderem in Sommerligen.
1998 war Jenkins kurz davor, sich am Cecil Junior College im US-Bundesstaat Maryland einzuschreiben, entschied sich dann aber für einen Wechsel an die William Paterson University und blieb damit in New Jersey. Mit insgesamt 1940 Punkten setzte sich Jenkins in der ewigen Bestenliste der Hochschulmannschaft auf den ersten Platz. Von der Vereinigung der US-amerikanischen Basketballtrainer NABC wurde er als bester Spieler der dritten NCAA-Division in der Saison 2000/01 ausgezeichnet. In derselben Saison erzielte Jenkins für die Mannschaft der William Paterson University 27,2 Punkte je Begegnung.
Er begann seine Laufbahn als Berufsbasketballspieler beim italienischen Zweitligisten Centro Sportivo Borgomanero. Dort trumpfte er mit einem Punkteschnitt von 30,9 je Begegnung auf. Virtus Rom holte Jenkins in die Serie A. Für die Hauptstadtmannschaft erzielte er während der Saison 2002/03 14,9 Punkte je Einsatz. Auch bei AEK Athen war Jenkins in der Folgesaison ein Leistungsträger.
Anfang August 2004 wurde Jenkins in seinem Heimatland von der NBA-Mannschaft Detroit Pistons verpflichtet. Er kam für Detroit in 15 NBA-Spielen zum Einsatz und brachte es auf durchschnittlich 2,8 Punkte.
Jenkins wechselte nach einem Jahr in der NBA zu Hapoel Jerusalem nach Israel. Für Hapoel erzielte er im ULEB-Cup 21,1 Punkte je Begegnung und stand mit diesem Wert auf dem ersten Platz der Korbjägerliste des Wettbewerbs. 2007 wurde er mit Efes Pilsen Istanbul türkischer Pokalsieger. Im März 2007 wechselte er wieder zu Hapoel Jerusalem.
Fortitudo Bologna nahm den US-Amerikaner im August 2007 unter Vertrag. Jenkins letzter Verein war der italienische Zweitligist Juvecaserta Basket.